# Canal de potasiu

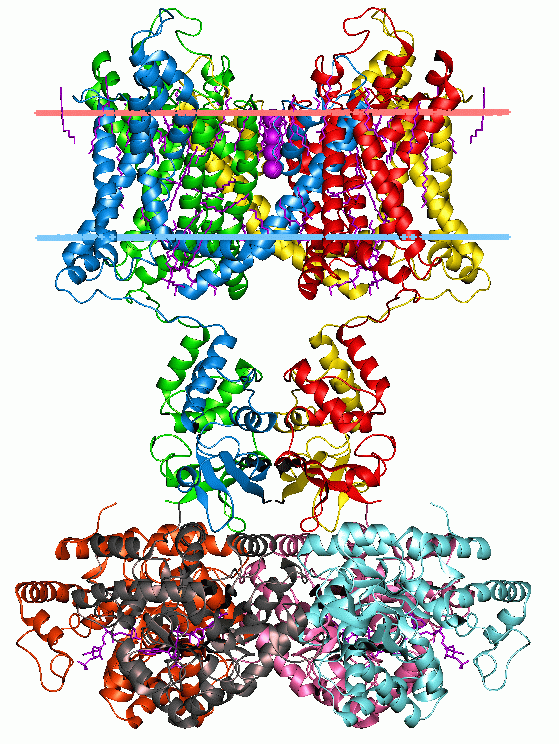
Canalul de potasiu Kv1.2, structura reprezentată în cadrul membranei. Limitele aproximative ale bistratului fosfolipidic sunt indicate prin linia roșie și albastră.

Canalele de potasiu sunt cele mai răspândite tipuri de canale ionice și sunt regăsite în toate organismele vii. Acestea formează pori selectivi pentru ionii de potasiu (K+) în structura membranelor celulare. Sunt regăsite în majoritatea tipurilor de celule și sunt implicate în controlul mai multor funcții celulare.

## Funcții
Canalele de potasiu au ca funcție principală transportul ionilor de potasiu conform gradientului electrochimic, rapid și selectiv. Din punct de vedere biologic, aceste canale resetează potențialul de repaus al celulelor. În celulele excitabile, precum sunt neuronii, transportul ionilor de potasiu ajută la stabilirea potențialului de acțiune.